# Ilyarachna frami
Ilyarachna frami là một loài chân đều trong họ Munnopsidae. Loài này được Just miêu tả khoa học năm 1980.